# Czarkowski-Palais

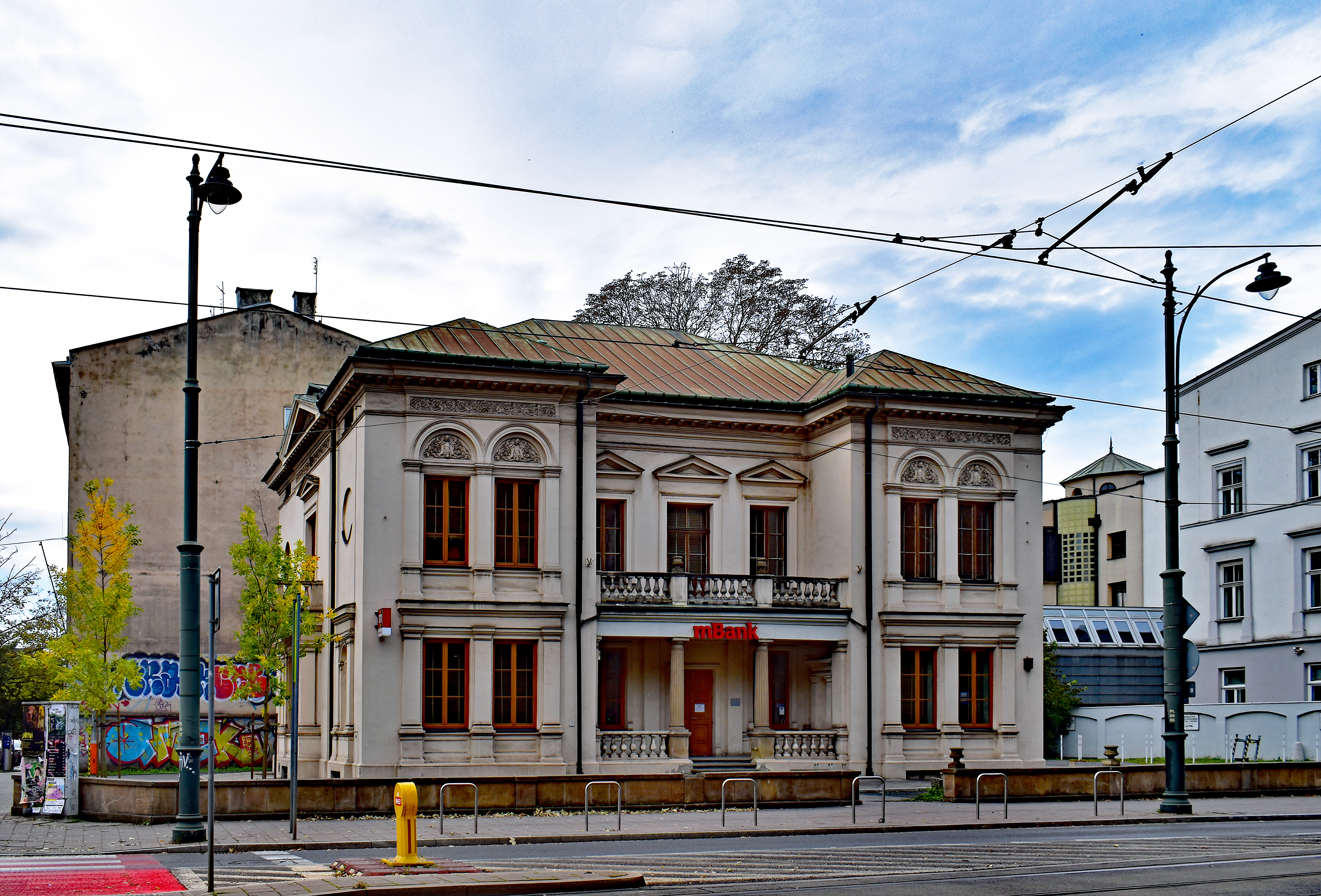
Czarkowski-Palais Krakau, vom Planty-Park gesehen

Das Czarkowski-Palais (polnisch Pałac Czapskich) in Krakau (Woiwodschaft Kleinpolen) ist ein Palais, das von Maksymilian Nitsch für die Czarkowski erbaut wurde.

## Lage und Beschreibung
Das Gebäude liegt im Stadtteil Neue Welt, der sich unmittelbar westlich der Krakauer Altstadt anschließt.

## Geschichte
Maksymilian Nitsch baute das Palais als italienische Villa in den Jahren von 1876 bis 1878 im Stil des Historismus. In den Jahren von 1970 bis 1977 wurde es grundlegend erneuert und sodann als Standesamt genutzt. Derzeit ist es Sitz einer Bank.